# Trapp (Adelsgeschlecht)

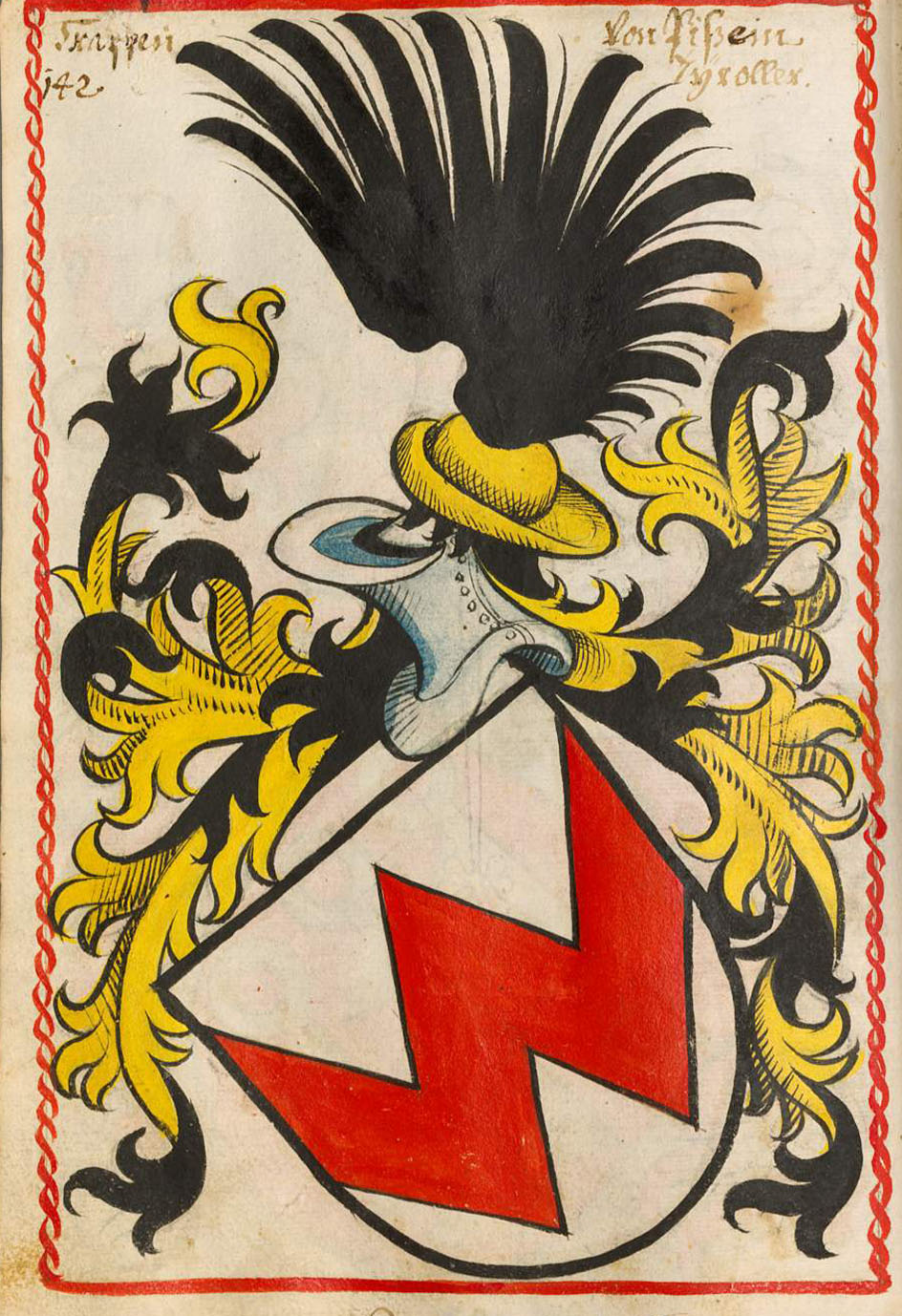
Das Wappen der Trapp von Pisein aus dem Scheiblerschen Wappenbuch

Die Grafen Trapp von Matsch zu Pisein und Churburg sind ein steirisches Uradelsgeschlecht, das 1250 erstmals urkundlich genannt wird. Seit der Mitte des 15. Jahrhunderts waren die Herren von Trapp in der Grafschaft Tirol ansässig. Verschiedene Linien wurden in den erblichen Freiherren- und Grafenstand erhoben.
Nicht verwandt sind die Grafen Trapp mit der „singenden Trapp-Familie“ des ehemaligen k.u.k. U-Boot-Kommandanten Georg Ludwig von Trapp. Er war der Sohn des Fregattenkapitäns August Trapp, der erst 1876 den österreichischen Ritterstand erhalten hatte. Ebenfalls nicht zur Verwandtschaft zählen die Angehörigen von Johann Joseph Trapp von Ehrenschild, dessen Großvater 1786 im Heiligen Römischen Reich nobilitiert worden war.

## Geschichte

### Trapp in der Steiermark
Die Trapp stammten ursprünglich aus der Steiermark. Bei dem Stammsitz soll es sich um die Trappenburg, dem heutigen Schloss Trautenburg, bei Leutschach an der Weinstraße handeln. 1333 erscheint Friedrich I. Trapp von Leutschach. Seine Söhne Friedrich II. Trapp, 1361 Burggraf von Schmirnberg und Erhard I. Trapp 1382 Burggraf von Mahrenberg, schafften nachweislich den Aufstieg in die Ritterschaft. Ein weiterer Sohn Friedrichs I. Trapp, Ulrich Trapp wurde 1382 Probst der Benediktinerabtei Seckau. 1410 ist eine Erbteilung der Söhne von Erhard I. Trapp bezeugt, die größtenteils aus Gütern um Leutschach bestand. Von diesen Söhnen diente 1432 Erhard II. Trapp († 1433) als Verweser und Judenrichter von Graz. Der dritte Sohn Friedrichs I., Jakob I. Trapp gilt als Stammvater der heute noch blühenden Linie der Grafen Trapp von Matsch. 1446 waren seine Söhne Jakob II. und Ulrich Trapp unter den Landeständen der Herzogtümer Steiermark, Kärnten und Krain, die mit Kaiser Friedrich III. am Ungarnkrieg teilnahmen. Die Trapp in der Steiermark sind vermutlich mit der Tochter von Ulrich Trapp, Apollonia († 1460) die unverheiratet war, erloschen. Nachdem die Trapp ihren Wohnsitz größtenteils nach Tirol verlegt hatten, traten ihre Besitzungen in der Steiermark in den Hintergrund. 1564 wurde die Trappenburg 1564 an die Familie von Trautmannsdorff veräußert.

### Trapp in Tirol

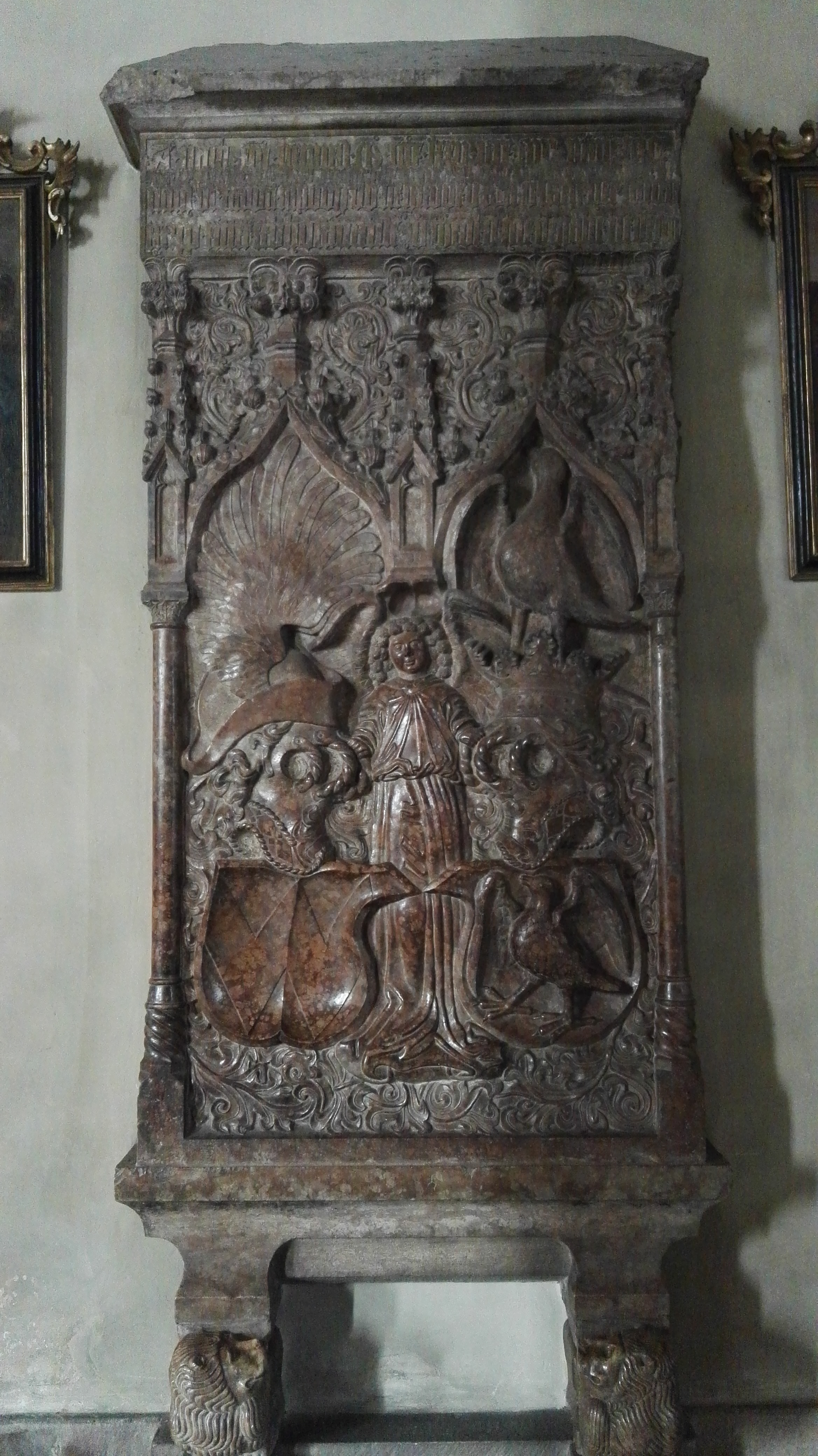
Der Grabstein von Ritter Jakob II. Trapp († 1475)

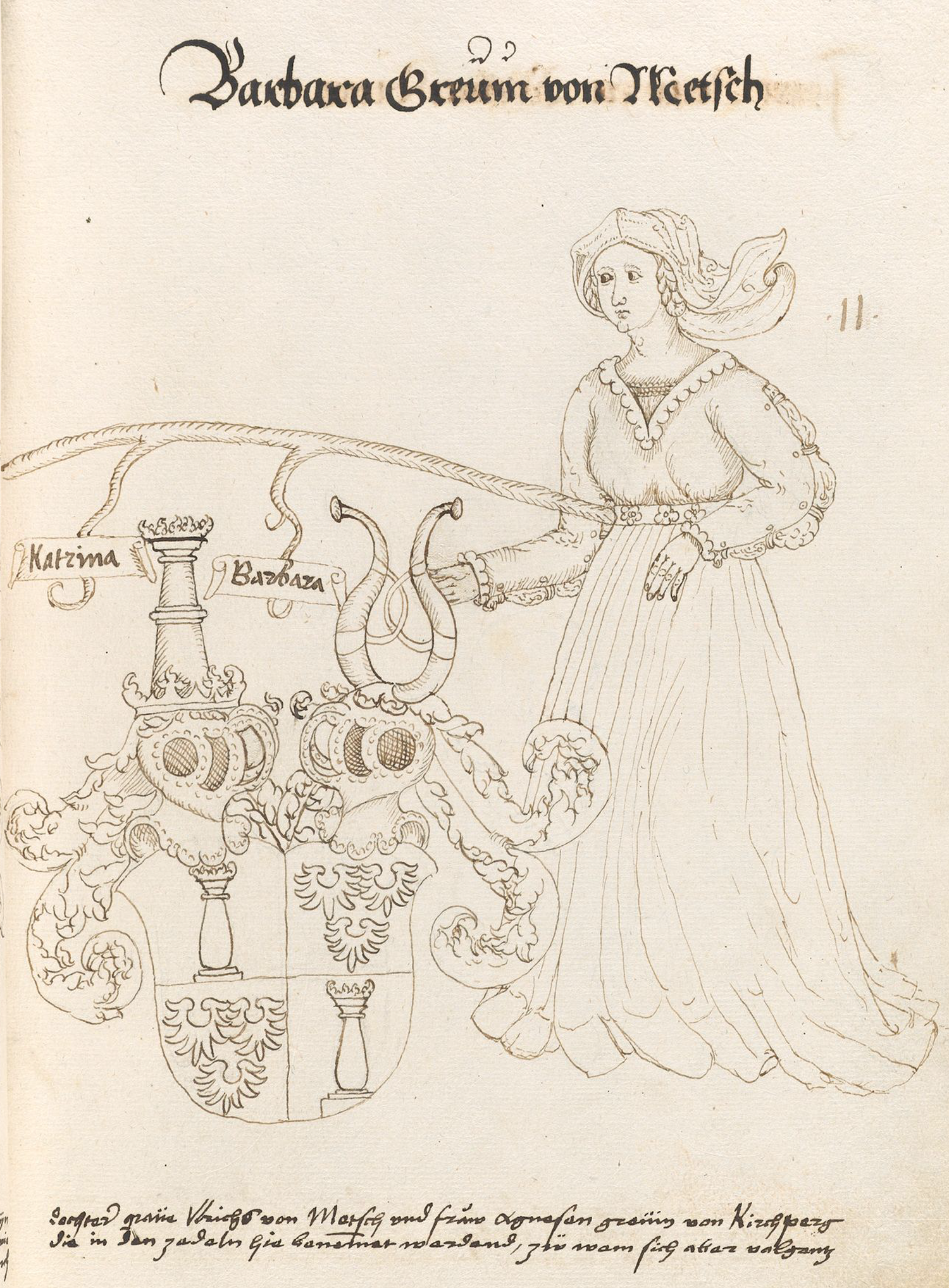
Die Stammmutter Barbara Trapp geb. von Matsch

Der aus der Ehe von Jakob I. Trapp mit Klara von Gallenberg stammende Ritter Jakob II. Trapp († 1475). Dieser stieg im Laufe seines Lebens zu einem der einflussreichsten Politiker Tirols auf, dem zahlreiche Ämter und Besitzungen übertragen wurde. Als sein Vormund fungierte zunächst sein Vetter Erhard II. Trapp († 1433). 1450 wurde ihm von Erzherzog Sigismund dem Münzreichen, in dessen Gunst er stand, die Pflege des Gerichtes Castel Ivano übertragen. 1451 erhob ihn der Tiroler Landesfürst Sigismund zum Rat. Etwa 1463 heiratete er in Tirol Barbara, die Schwester von Gaudenz von Matsch († 1504), dem letzten männlichen Spross aus dem Geschlecht derer von Matsch. 1464 soll er als Schlosshauptmann von Bregenz das verlegte Kloster Hirtschthal in Kennelbach gestiftet haben. Des Weiteren war er Inhaber und Pfleger von Schloss Ambras bei Innsbruck. Am 5. November 1469 erlangte er für seine Familie das erbliche Amt des Obersterblandhofmeisters von Tirol. Nachdem Gaudenz von Matsch († 1504), im Jahr 1487 in Ungnade gefallen war, wurde sein Besitz vom Tiroler Landesherrn eingezogen. Die meisten Güter der mit Gaudenz von Matsch im Mannesstamm erloschenen Matsch im heutigen Südtirol, darunter auch die Churburg, fielen durch Erbe an die Trapp. Durch die Söhne von Jakob II., Karl und Jakob III. Trapp teilte sich das Geschlecht in Tirol wiederum in zwei Linien.

#### Welschtiroler Linie zu Pisein
Der kaiserliche Rat und Hauptmann von Beseno, Karl Trapp, verheiratet mit Anna von Wolkenstein, gründete die jüngere welschtirolerische Linie. Bereits am 25. April 1605 wurden des letzteren Enkel, Oswald, Johann, Ferdinand und Ernst von Trapp samt deren Schwestern in Prag von Kaiser Rudolf II. in den erblichen Freiherrenstand erhoben, sowie eine Vereinigung mit dem erledigten Wappen der Grafen von Matsch, sowie die Erlaubnis sich nach ihren erworbenen Gütern nennen zu dürfen. Im Freiherrendiplom werden die Verteidigung der Veste Besseno im Krieg gegen die Venezianer sowie die Verdienste ihres Vaters Oswald von Trapp, der im ungarischen Feldzug von 1566 mit fünfzehn Pferden auf eigenen Kosten kämpfte, gelobt. Die Linie setzte Johann von Trapp fort. Sein Nachkomme, der k. k. Kämmerer, Rat und späterer Regimentspräsident Georg Sigmund Freiherr von Trapp wurde auf Grund seiner 30-jährigen Dienstjubiläums am 22. Juli 1691 von Kaiser Leopold I. in Wien in den erblichen Reichsgrafenstand mit der Anrede „Hoch- und Wohlgeboren“ erhoben. Mit dem k. k. Kämmerer und Regierungsrat in Trient Kaspar Ignaz Graf von Trapp († 26. Juli 1794) ist diese jüngere Linie wiederum erloschen.

#### Deutsche Linie zu Churburg

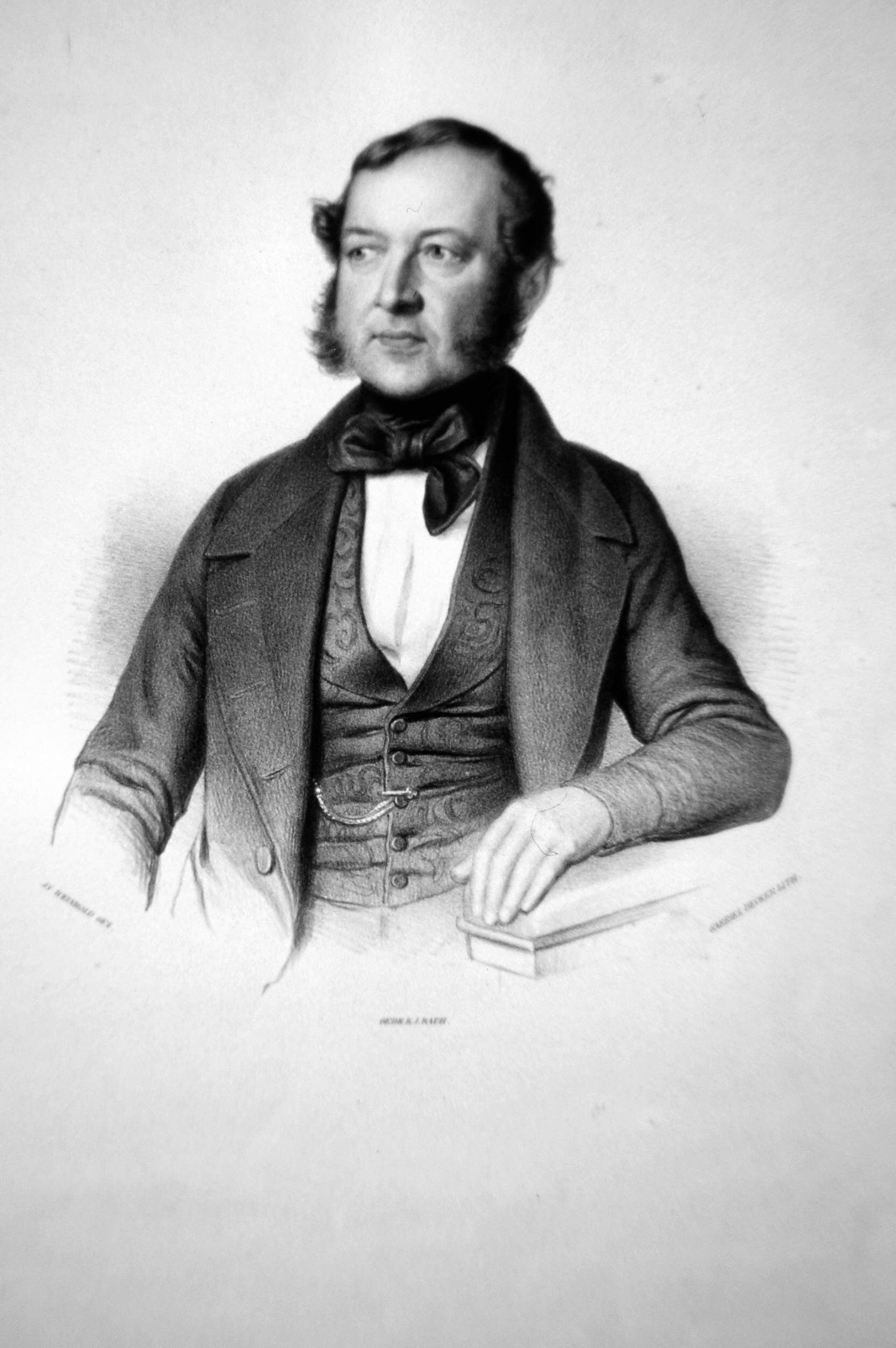
Johann Nepomuk von Trapp (1790–1846)

Die heute noch blühende, ältere deutsche Linie, geht auf den Herr der Churburg, fürstlichen Pfleger von Mals und Glurns, Jakob III. Trapp, verheiratet mit Veronika von Welsberg, zurück. Seine Nachkommen Jakob, Hans Georg und Karl Freiherren von Trapp erhob der Tiroler Landesfürst Erzherzog Ferdinand Karl von Österreich-Tirol am 3. März 1655 in Innsbruck mit dem Prädikat „von Matsch“ in den erblichen Grafenstand. Am 25. Februar 1819 belehnte Kaiser Ferdinand I. formell den k. k. Kämmerer, Geheimrat Johann Nepomuk Trapp zu Chur- und Schwanenburg, Graf zu Matsch, Besitzer der Herrschaften Glurns und Mals samt seinen Bruder mit dem erblichen Amt des Obersterblandhofmeisters. Am 17. Januar 1837 erfolgte dann die Belehnung für sich und seine Söhne. Der Chef des Hauses war seit 1909 erbliches Mitglied des Herrenhauses, das Oberhaus des österreichischen Reichsrates. Der vollständige Titel lautete zuletzt und bis zum Adelsaufhebungsgesetz im Jahr 1919: „Graf Trapp von Matsch zu Pisein und Caldonatsch“. Wie ein auf der Churburg ausgestellter Stammbaum zeigt, waren die Grafen Trapp von Matsch durch Eheschließungen über mehrere Generationen auch eng mit den Grafen Fuchs von Fuchsberg verbunden. Die Familiengruft der Trapp befindet sich in der Pfarrkirche in Schluderns.

## Besitzungen
Neben der Churburg bei Schluderns im Vinschgau (Südtirol) zählt zum Familienbesitz der Grafen von Trapp auch das Palais Trapp/Wolkenstein in der Innsbrucker Maria-Theresien-Straße 38. Dieses Gebäude war ein 1625 von Berchtold Freiherrn von Wolkenstein erbauter Ansitz namens „Wolkenburg“, der 1700 von den Baumeistern Gumpp zu einem Barockpalais umgestaltet wurde. Die Anlage mit U-förmigem Grundriss, Vestibül und barockem Garten ist seit 1804 im Besitz der Grafen Trapp. Aktueller Besitzer der Churburg ist Gaudenz Hieronymus Oswald Trapp. Das Innsbrucker Palais besitzt Gaudenz Maria Friedrich Trapp.

1581 verkauften die Boymundt-Payersberg-Erben den Ansitz Schwanburg in Nals an die deutsche Linie der Grafen von Trapp, die sich danach fortan von Trapp-Schwanburg nannten. Das Anwesen blieb in Familienbesitz, bis es am 20. Januar 1771 Johann Nepomuk Graf von Trapp vorbehaltlich des Prädikats veräußerte. 1845 erwarben die Trapp auch Schloss Friedberg bei Volders. Heutiger Besitzer ist Gaudenz Maria Friedrich Trapp. Im Besitz der Familie befand sich früher auch das Palais Trapp in der Bozener Mustergasse. 

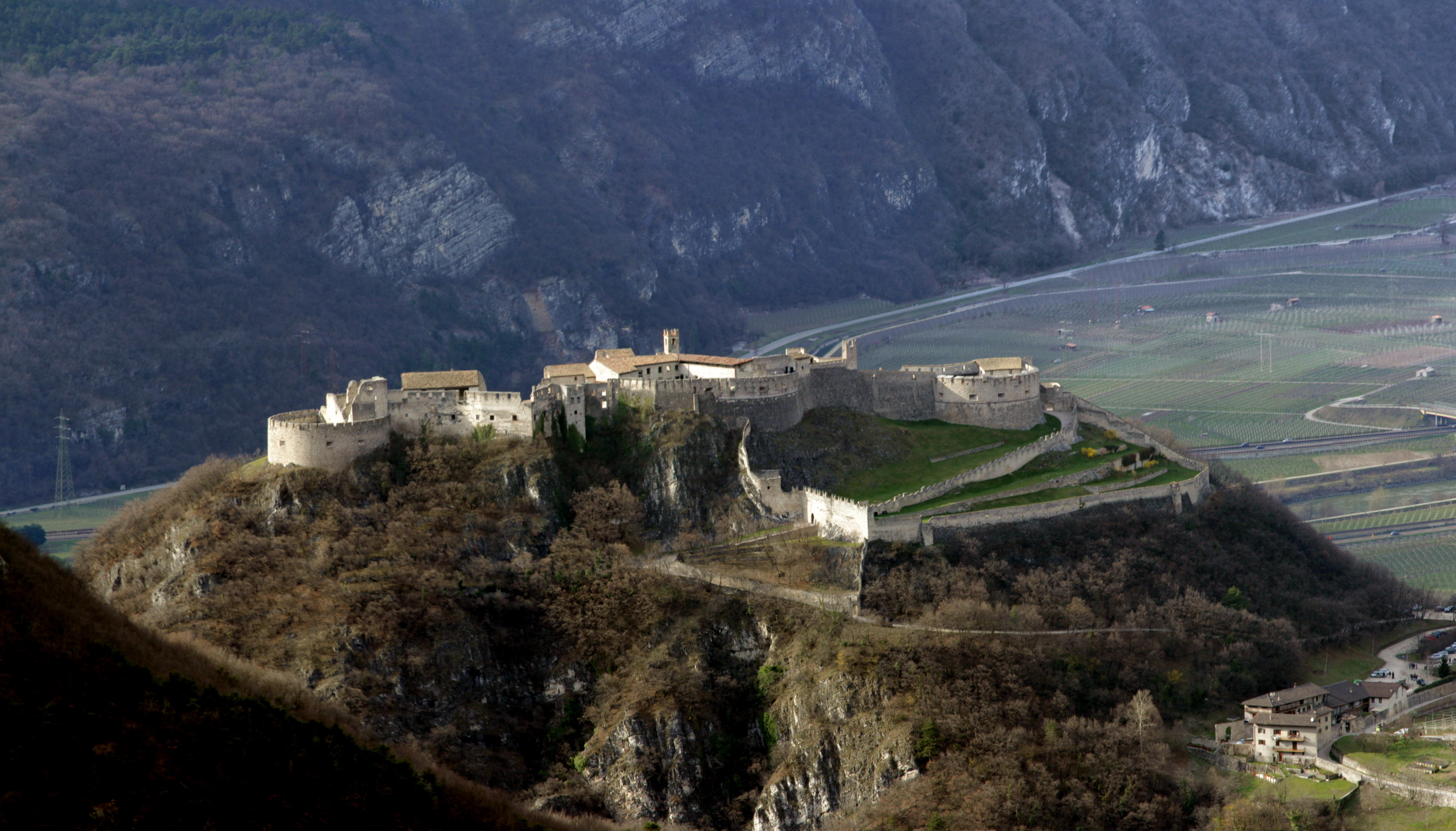
Castel Beseno in Besenello
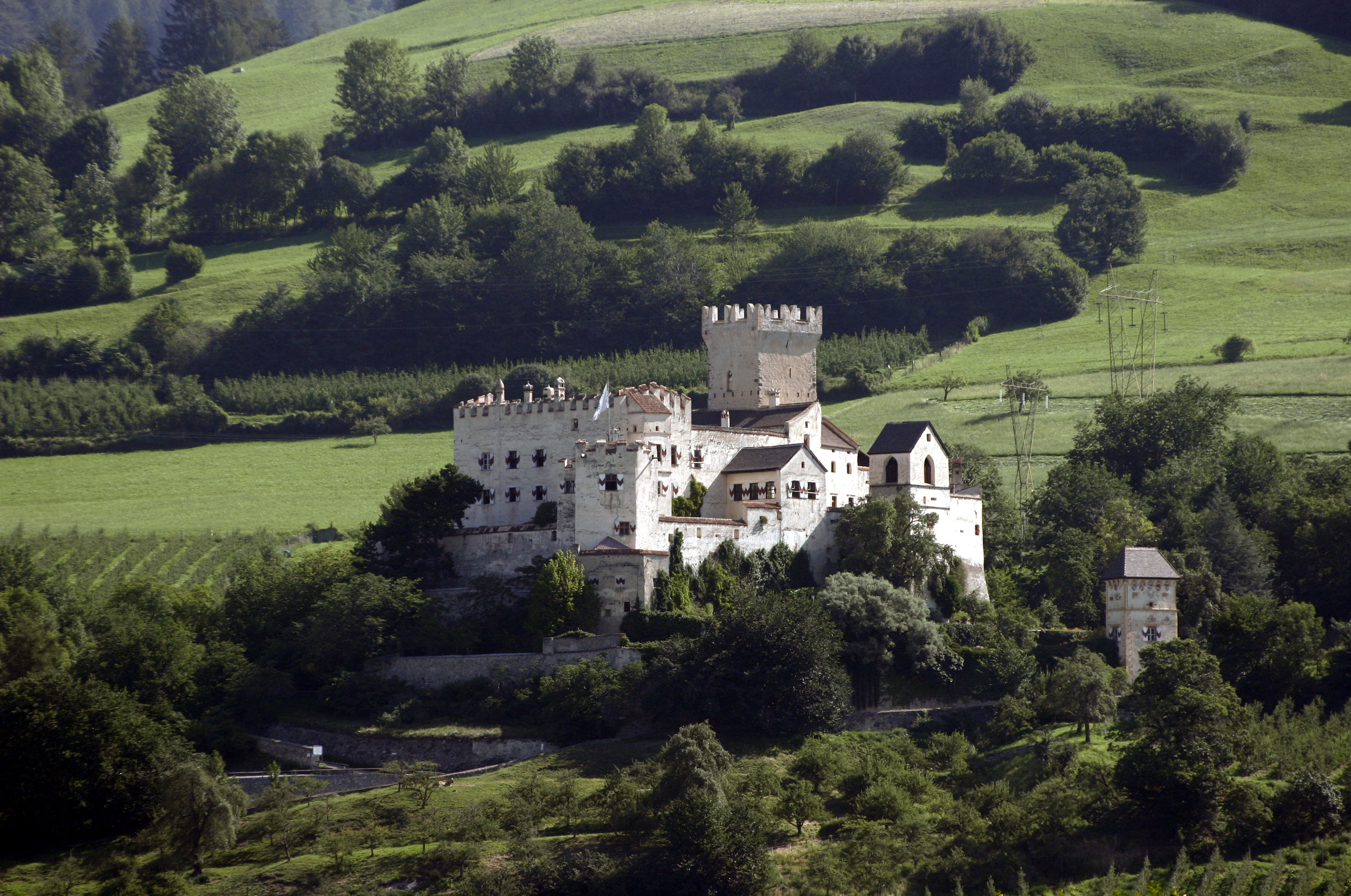
Churburg in Schlanders
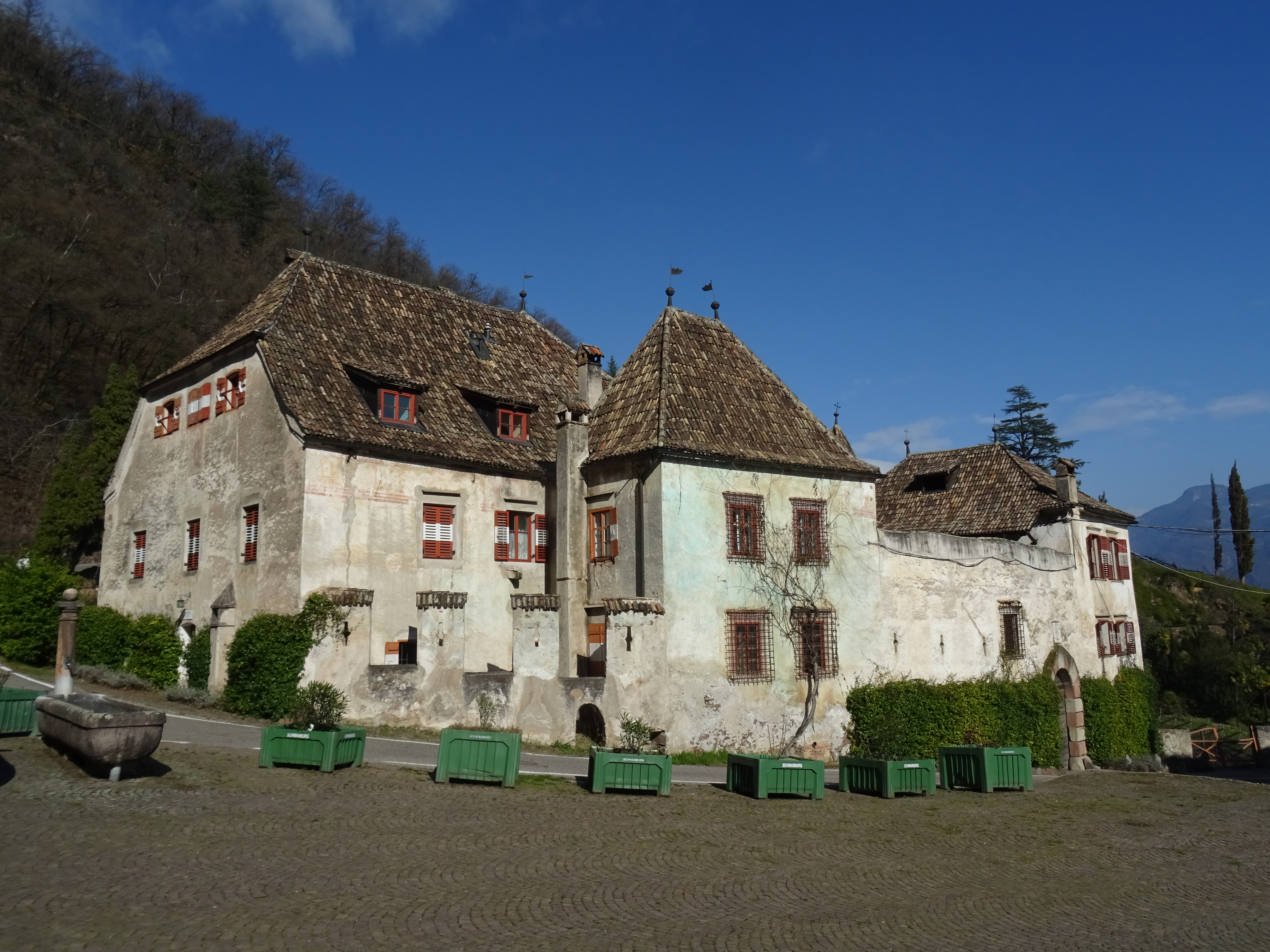
Schwanburg in Nals
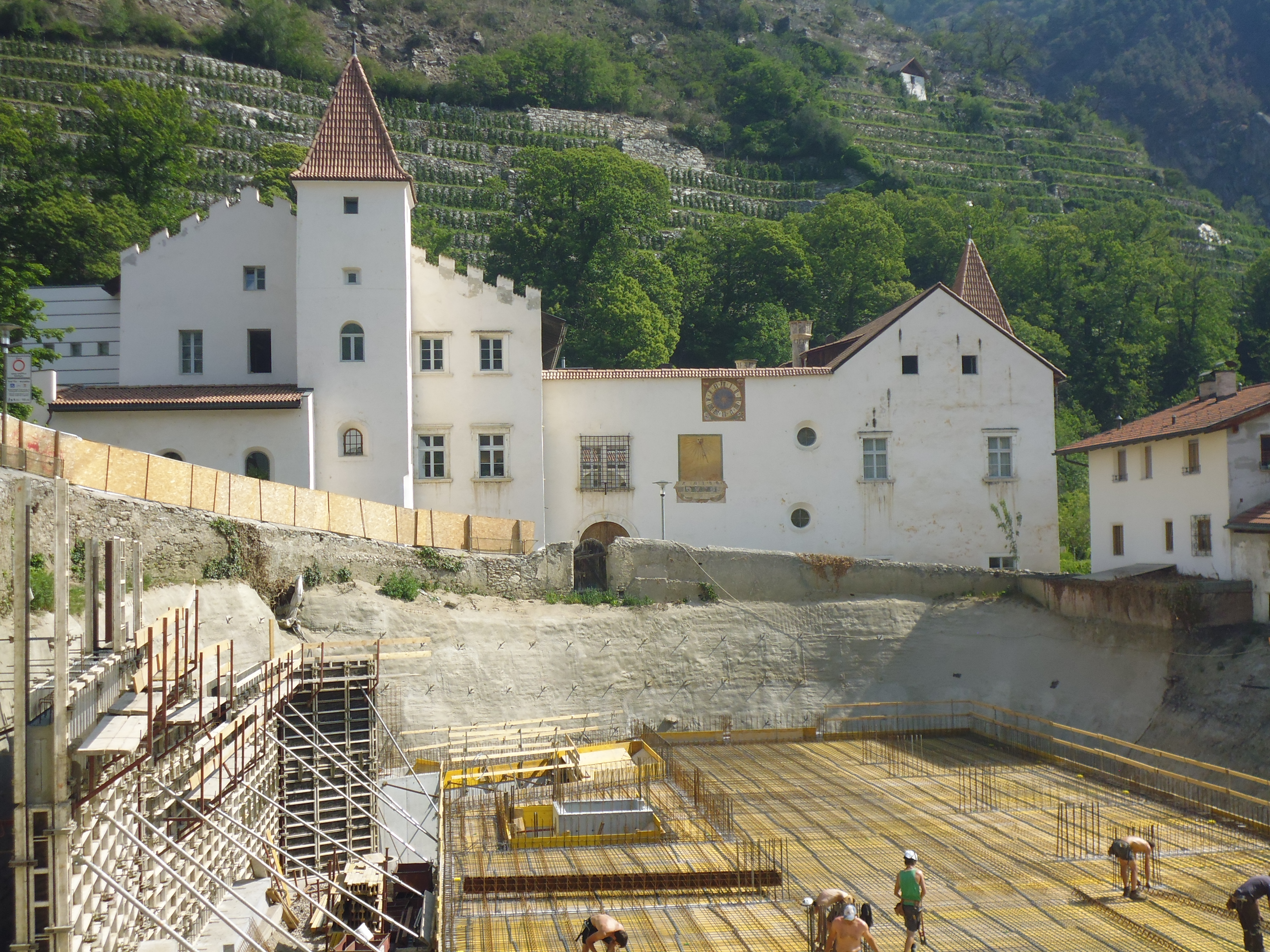
Schlandersburg in Schlanders
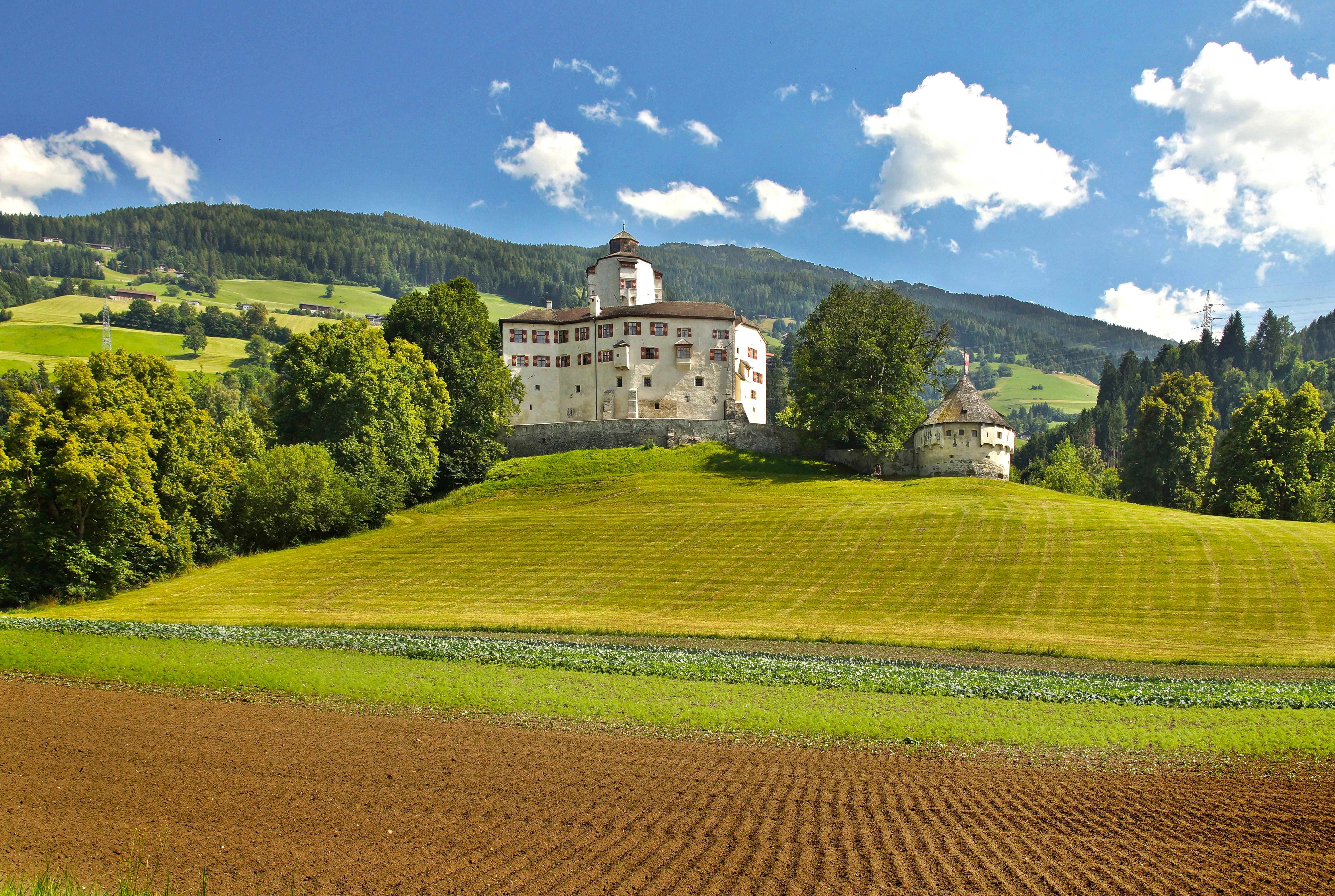
Schloss Friedberg in Volders
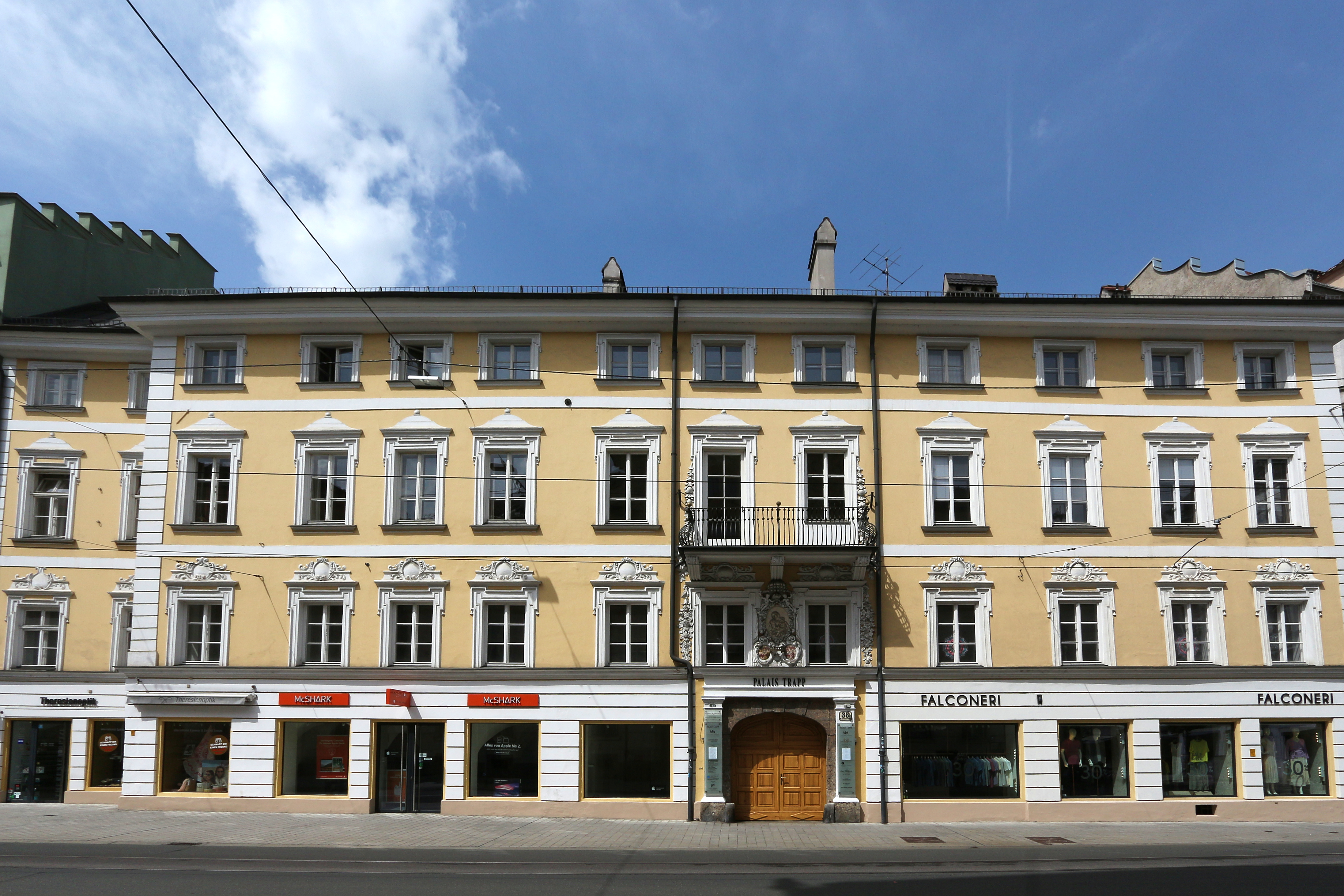
Palais Trapp in Innsbruck
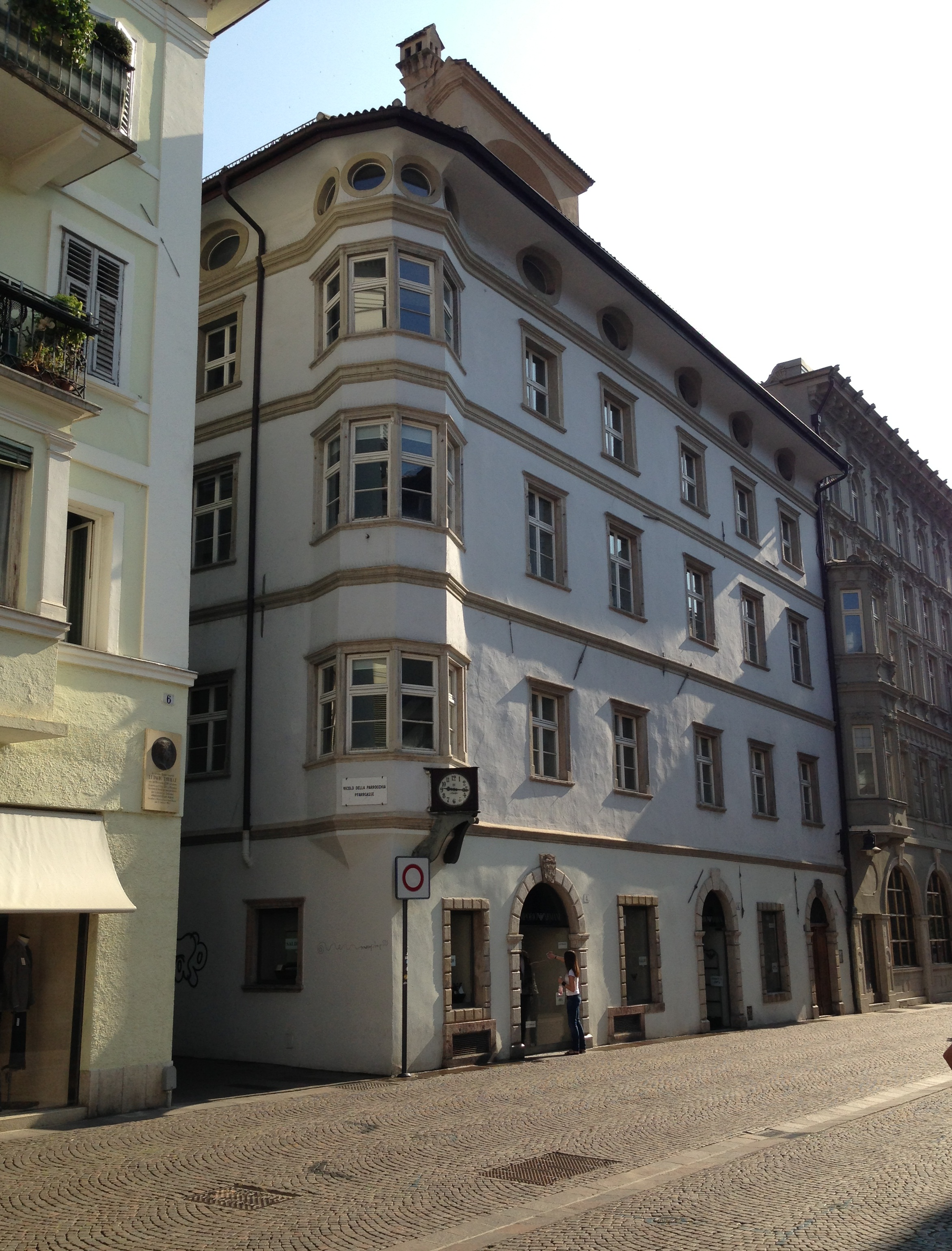
Palais Trapp in Bozen

## Standeserhöhungen
- 5. November 1469: Obersterblandhofmeister von Tirol
- 25. April 1605: Reichsfreiherrenstand
- 3. März 1655: erbländischer Grafenstand
- 22. Juli 1691: Reichsgrafenstand

## Wappen
Das Stammwappen zeigt in Silber einen dreimal gebrochenen roten Balken. Auf dem Helm mit rot-silbernen Helmdecken ein hermelingestulpter roter Hut mit geschlossenem schwarzem Flug.

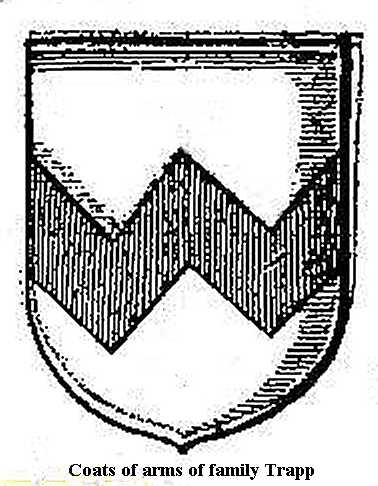
Stammwappen derer von Trapp
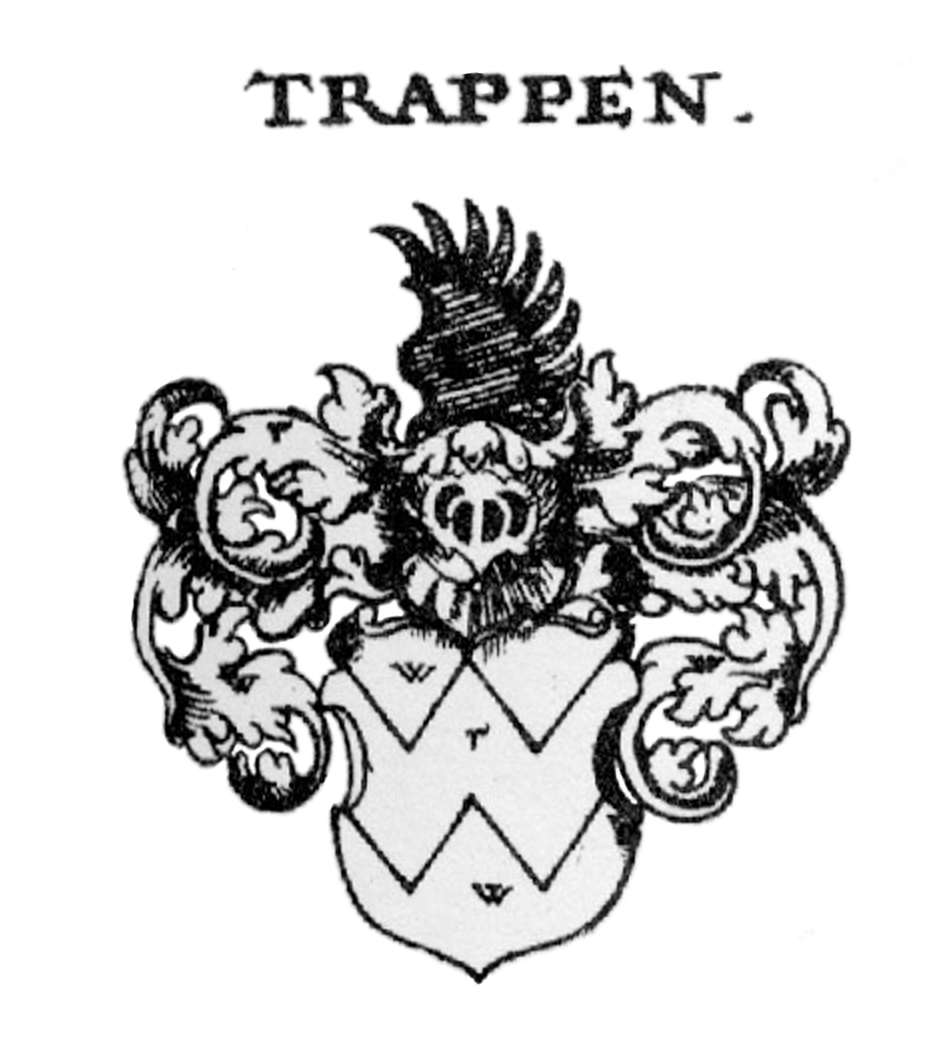
Wappen der Trappen in Siebmachers Wappenbuch
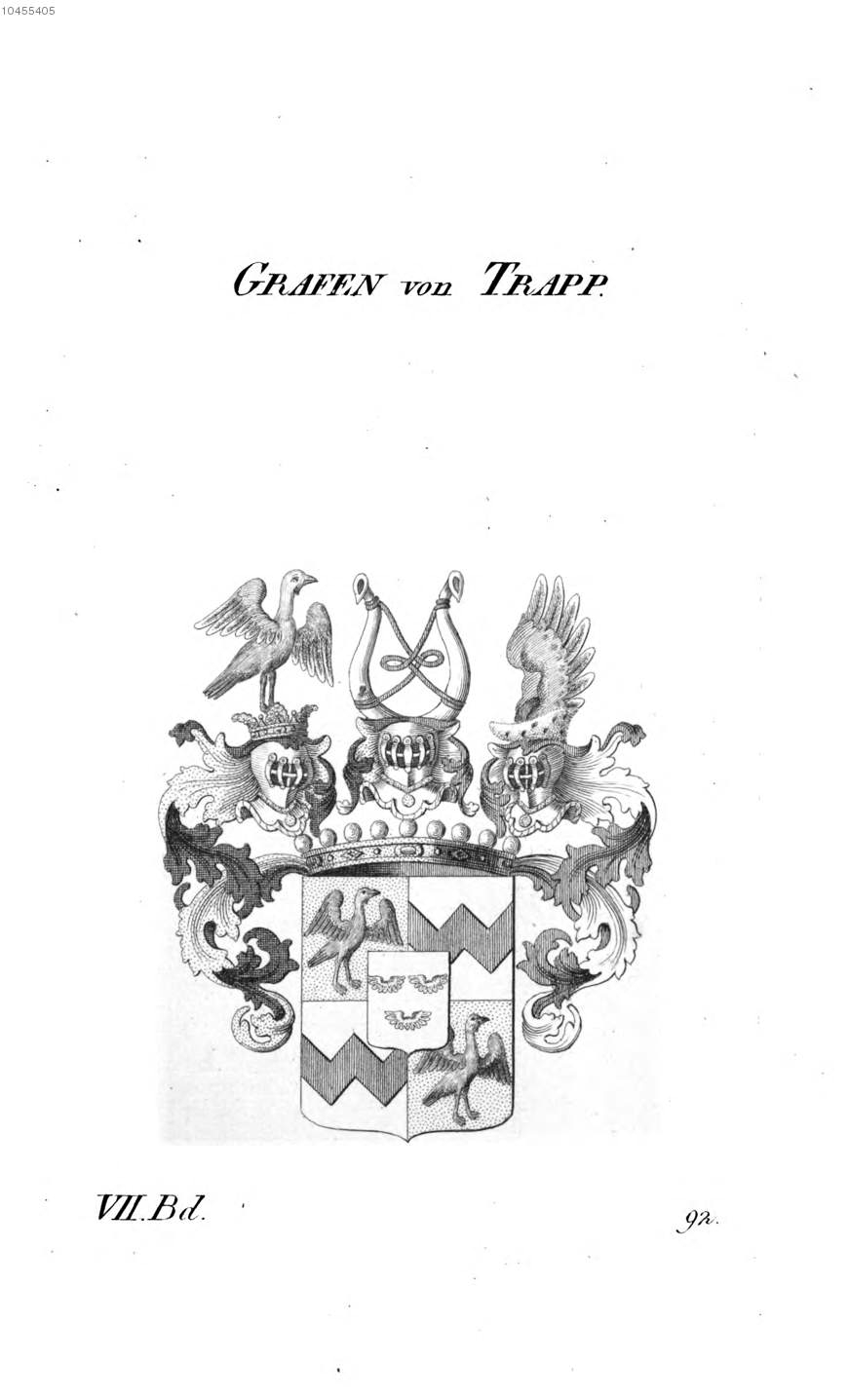
Wappen der Grafen von Trapp nach Konrad Tyroff
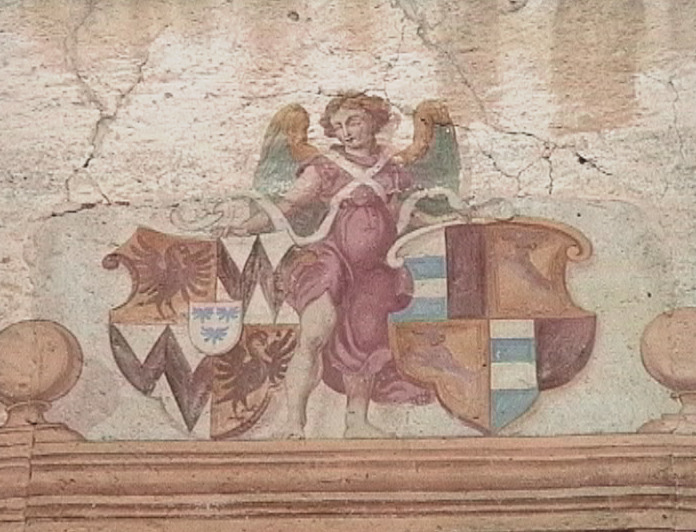
Allianzwappen an der Churburg
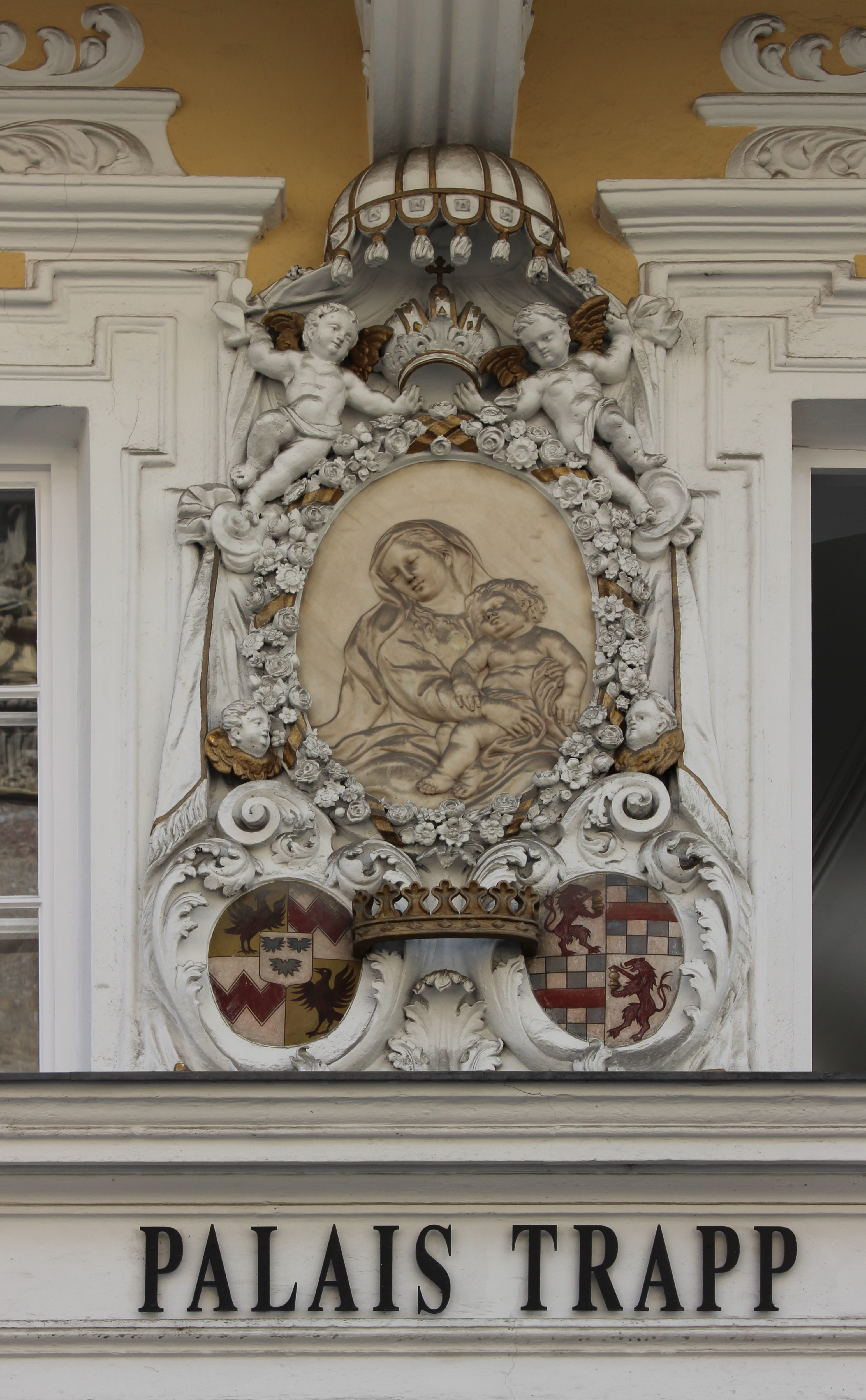
Allianzwappen am Palais Trapp in Innsbruck

## Genealogie (Auswahl)

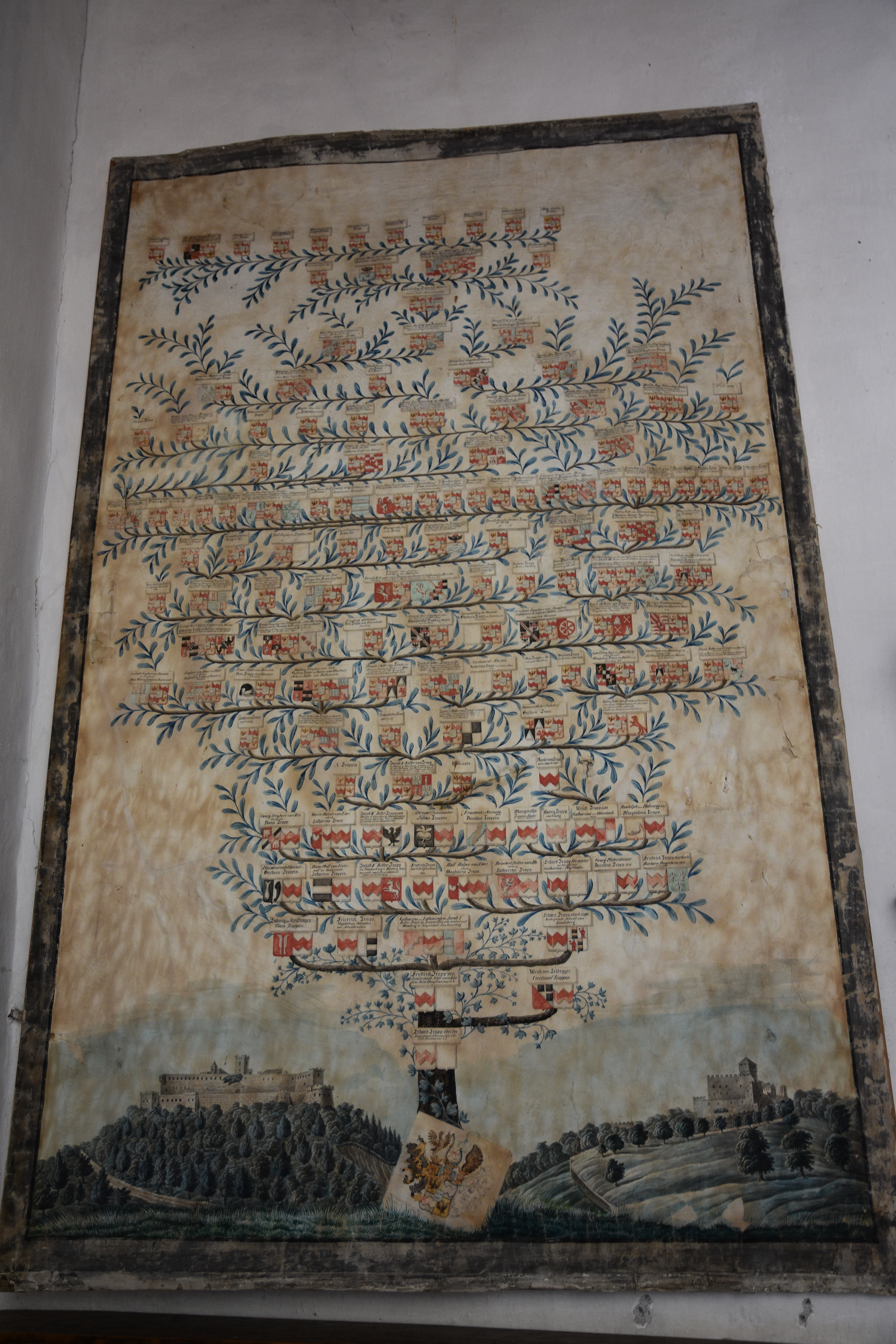
Stammbaum

1. Jakob I. Trapp; ⚭ 1.) Anna von Idungsburg, 2.) ⚭ Klara Gallenberger
  1. Jakob II. Trapp († 1475), Obersterblandhofmeister in Tirol; ⚭ um 1462 Barbara Gräfin von Matsch
    1. Karl Trapp, kaiserlicher Rat, Hauptmann von Beseno; ⚭ Anna Freiin von Wolkenstein
      1. Oswald Trapp, ⚭ NN
        1. Karl, seit 1605 Freiherr von Trapp
        2. Oswald, seit 1605 Freiherr von Trapp
        3. Johann, seit 1605 Freiherr von Trapp
          1. NN von Trapp, ⚭ NN
            1. Georg Sigmund, seit 1691 Graf von Trapp; ⚭ NN
              1. Linie erloschen mit Kaspar Ignaz Graf von Trapp († 1794)

        4. Ferdinand, seit 1605 Freiherr von Trapp
        5. Erst, seit 1605 Freiherr von Trapp

    2. Georg Trapp, ⚭ Zimburga Fuchs von Fuchsberg
    3. Jakob III. Trapp, ⚭ Veronika von Welsberg
      1. Jakob IV. Trapp († 1563), ⚭ Katharina Freiin von Wolkenstein
        1. Jakob V. seit 1655 Graf von Trapp, ⚭ Margaretha Helene Gräfin von Wolkenstein
          1. Maximilian Graf von Trapp, k. k. Kämmerer, Geheimrat, Regierungspräsident in Innsbruck; ⚭ 1.) Anna Eleonore Freiin von Firmian, ⚭ 2.) Maria Magdalena Freiin von Freyberg
            1. Johann Christoph Graf von Trapp, ⚭ Franziska Khuen von Belasy
              1. Jakob Christoph Maximilian Graf von Trapp
              2. Franz Karl Graf von Trapp († 1735), k. k. Kämmerer, Geheimrat, Landeshauptmann an der Etsch; ⚭ Maria Anna Helena Gräfin von Trapp
                1. Johann Joseph Graf von Trapp; ⚭ Juliana Gräfin Piccolomini
                2. Sebastian Graf von Trapp (1709–1762), k. k. Kämmerer, Geheimrat, vorderösterreichischer Hofkammerpräsident in Innsbruck; ⚭ Maria Anna Gräfin Hendl von Goldrain († 1798)
                  1. Johann Nepomuk Graf von Trapp (1745–1790), k. k. Kämmerer, Oberjägermeister des Fürstbistums Passau; ⚭ 1762 Maria Theresia Gräfin von Firmian (1744–1802)
                    1. Leopold Graf von Trapp (1764–1797), k. k. Kämmerer, Staatssekretär in Innsbruck; ⚭ 1787 Maria Creszentia Gräfin von Spaur (1769–1819)
                      1. Josepha Johanna Gräfin von Trapp (* 1788); ⚭ Joseph Freiherr von Lichtenthurn zu Achenrain und Windegg († 1838)
                      2. Johann Nepomuk Graf von Trapp (1790–1846), Obersterblandhofmeister in Tirol, k. k. Kämmerer, Geheimrat; ⚭ 1.) 1814 Elisabeth Gräfin von Wolkenstein-Rodenegg (1796–1839), ⚭ 2.) 1842 Friederike Gräfin von Künigl (* 1800)
                        1. Caroline Gräfin von Trapp (* 1816); ⚭ Mathias Freiherr Cresseri von Breitenstein, k. k. Kämmerer, Landgerichtspräsident in Trient
                        2. Ludwig Graf von Trapp (* 1819), Obersterblandhofmeister
                        3. Maria Gräfin von Trapp (* 1820); ⚭ Graf Locatelli dal Corno
                        4. Oswald Graf von Trapp (* 1828), k. k. Kämmerer, Statthalterei-Sekretär; ⚭ 1857 Maria Gräfin von Enzenberg

                  2. Maria Karoline Gräfin von Trapp (1747–1788); ⚭ Alois Graf von Sarnthein († 1809)

## Weitere Angehörige
- Ulrich Trapp († 1415), Probst der Benediktinerabtei Seckau
- Oswald Trapp (1899–1988), Kunsthistoriker, war Landeskonservator von Tirol; er gab das 8-bändige Tiroler Burgenbuch heraus.